# Nkonko
Nkonko ist ein Verwaltungsbezirk (englisch Ward) des Distrikts Manyoni in der tansanischen Region Singida.

## Geografie
Nkonko ist ein Bezirk im nördlichen Zentralteil von Tansania etwa 60 Kilometer Luftlinie südlich der Distrikthauptstadt Manyoni. Es  ist ein hügeliges Gebiet mit vereinzelten Inselbergen und jährlichen Niederschlägen von 500 bis 700 Millimetern. Bei der Volkszählung 2022 lebten 17459 Menschen in 3715 Haushalten auf einer Fläche von 1034 Quadratkilometern.
Der Bezirk grenzt im Westen an den Distrikt Itigi und sonst an Bezirke des Distrikts Manyoni:
| Sasilo   | Heka                                        | Majiri |
| Kitaraka | Kompassrose, die auf Nachbargemeinden zeigt | Sanza  |
|          | Isseke                                      |        |

## Gliederung
Der Bezirk besteht aus drei Gemeinden (swahili Mtaa) mit 13 Orten (Kitongoji):
| Nkonko - Ilambaa - Makulu - Idodoma | Mpola - Usalama - Walanchiza - Mazuchii - Imalamakuo - Idekaa | Ntumbi - Msanyante - Ndaifumile - Mbwekuloo - Waidara - Chipetu |

## Wirtschaft und Infrastruktur
- Landwirtschaft: Auf rötlich-lehmigen Sandböden mit dunkelgrauen bis schwarzen Tonen in den Tälern gedeihen vor allem Mais, Hirse, Sorghum, Maniok, Süßkartoffel und Erdnüsse. Es werden nur wenige Nutztiere gehalten.[3]
- Bildung: Die Nkonko Secondary School ist eine staatliche weiterführende Tagesschule mit einer Ausbildung bis zur 4. Stufe.[8]
- Gesundheit: In Nkonko liegt ein staatliches Gesundheitszentrum,[9] in den Gemeinden Mpola[10] und Ntumbi[11] gibt es je eine Apotheke.
- Wildreservat: Im Westen grenzt der Bezirk an das Muhesi- und das Kizigo-Wildreservat.[5]